# ADSL
ADSL (eng. Asymmetric Digital Subscriber Line = asimetrična digitalna pretplatnička linija) je naziv za digitalnu pretplatničku liniju (DSL) kod koje je brzina prijenosa podataka u smjeru prema korisniku veća od brzine u suprotnom smjeru. Uobičajene inačice ADSL-a također omogućuju istovremeno korištenje osnovne telefonske usluge na istoj bakrenoj parici jer koriste raspon frekvencija iznad frekvencija potrebnih za rad telefona.
Danas se ADSL uglavnom koristi za širokopojasni pristup Internetu, iako je izvorno bio razvijen za pružanje usluge prijenosa digitaliziranog videosignala, pa je posljedica toga i relativno velika nesimetričnost, te mrežni protokol zasnovan na ATM-u. Prve verzije ADSL-a mogle su raditi samo na običnoj telefonskoj liniji (POTS), pa su u Njemačkoj napravljene izmjene kako bi se ADSL mogao koristiti i uz ISDN, što je u međunarodnoj verziji standardizirano kao Annex B. 
Većina zanimljivih radnji za korisnike na mreži su asimetrične (video na zahtjev,  multimedijalni pristup, kupovina preko Interneta itd.) jer mnogo više informacija korisnik "preuzima" s mreže nego što ih njoj "šalje".

## Princip rada
Usluga ADSL-a na strani korisnika se ostvaruje jednostavnom instalacijom dva dodatna uređaja veličine običnog modema:
- jedan uređaj je frekvencijska skretnica (splitter) i namijenjen je razdvajanju frekvencijskih pojasa namijenjenih prijenosu govora i podataka koji do njega stižu istom telefonskom linijom, što je prikazano na slici. Frekvencije od 0 do 4 kHz služe za razgovor putem analognog telefona, bijeli pojas se koristi za posebne usluge (npr. tarifne impulse na 12 ili 16 kHz), zeleni pojas od 25 do 138 kHz služi za otpremanje (eng. upload) podataka, a plavi pojas od 138 do 1107 kHz za preuzimanje (eng. download) podataka.

Zato korisnici p2p programa više vole FTTH uslugu od ADSL-a.
- drugi uređaj je ADSL modem (ili usmjerivač – eng. router), koji povezuje korisnikovo računalo (ili mrežu računala) na Internet.

Napomena: frekvencijski rasponi na slici vrijede za ADSL (i ADSL2) Annex A. Više o drugim tipovima ADSL-a slijedi u nastavku članka.

## Ovisnost o udaljenosti od centrale
Signal u žičanoj parici slabi s udaljenošću od centrale (DSLAM-a), tako da postoji mogućnost da korisnik koji se nalazi daleko od centrale neće postići željenu brzinu ili uopće neće moći ostvariti uslugu. Maksimalna udaljenost od centrale za ADSL je 5,5 km, a do 1,5 km od centrale moguće je postići brzinu do 8 Mbit/s. Novije inačice omogućuju još veće brzine: ADSL2 u jednakom rasponu frekvencija postiže do 12 Mbit/s na 2,5 km, a ADSL2+ udvostručavanjem gornje granične frekvencije (2,2 MHz) postiže do 24 Mbit/s na 1,5 km. Korištenjem opcije Annex M proširuje se raspon frekvencija za upstream pa se time omogućuje i podizanje najveće brzine uploada s 1 Mbit/s na 3,5 Mbit/s.

## ADSL u Hrvatskoj
ADSL tehnologija u uporabi trenutno u Hrvatskoj (kolovoz 2009.) je po standardu ADSL2+, čije brzine iznose:
T-Com
- do 4 Mbit/s / 256 kbit/s
- do 10 Mbit/s / 512 kbit/s
- do 20 Mbit/s / 768 kbit/s

Amis Telekom
- do 1 Mbit/s / 256 kbit/s
- do 3 Mbit/s / 256 kbit/s
- do 8 Mbit/s / 768 kbit/s
- do 10 Mbit/s / 768 kbit/s
- do 12 Mbit/s / 768 kbit/s
- do 20 Mbit/s / 768 kbit/s

Optima telekom
- do 2 Mbit/s / 256 kbit/s
- do 4 Mbit/s / 384 kbit/s
- do 8 Mbit/s / 512 kbit/s
- do 10 Mbit/s / 640 kbit/s
- do 12 Mbit/s / 640 kbit/s
- do 20 Mbit/s / 640 kbit/s

H1
- do 1 Mbit/s / 190 kbit/s
- do 4 Mbit/s / 256 kbit/s
- do 24 Mbit/s / 768 kbit/s

### Ranije brzine
Do listopada 2007. u uporabi je bio ADSL standard, klasične brzine (tj. bandwidth) su bile:
- 1024 kbit/s / 256 kbit/s
- 3072 kbit/s / 352 kbit/s
- 5120 kbit/s / 512 kbit/s

- Napomena: datumi upotrijebljeni u članku su približni, i odnose se na početak uvođenja usluge. Detalje potražite na stranici za razgovor.

U početku uvođenja usluge brzine su bile manje (384 kbit/s – 1536 kbit/s) i kao okosnica mreže korišten je ATM. Korisnici s običnim telefonima dobivali su Annex A inačicu modema. Nova infrastruktura koristi gigabitni Ethernet. Također je omogućeno korištenje pristupa Internetu preko drugih davatelja usluge (ISP).